# Коутсвілл (Індіана)
Коутсвілл (англ. Coatesville) — місто (англ. town) в США, в окрузі Гендрікс штату Індіана. Населення — 555 осіб (2020).

## Географія
Коутсвілл розташований за координатами 39°41′18″ пн. ш. 86°40′10″ зх. д. / 39.68833° пн. ш. 86.66944° зх. д. (39.688431, -86.669384).  За даними Бюро перепису населення США в 2010 році місто мало площу 1,72 км², з яких 1,69 км² — суходіл та 0,03 км² — водойми.

## Демографія
Згідно з переписом 2010 року, у місті мешкали 523 особи в 199 домогосподарствах у складі 147 родин. Густота населення становила 303 особи/км².  Було 216 помешкань (125/км²).
Расовий склад населення:
| - 96,7 % — білих - 0,2 % — азіатів - 1,5 % — осіб інших рас |

До двох чи більше рас належало 1,5 %. Частка іспаномовних становила 1,3 % від усіх жителів.
За віковим діапазоном населення розподілялося таким чином: 25,4 % — особи молодші 18 років, 60,5 % — особи у віці 18—64 років, 14,1 % — особи у віці 65 років та старші. Медіана віку мешканця становила 41,4 року. На 100 осіб жіночої статі у місті припадало 97,4 чоловіків;  на 100 жінок у віці від 18 років та старших — 103,1 чоловіків також старших 18 років.
Середній дохід на одне домашнє господарство  становив 55 600 доларів США (медіана — 41 500), а середній дохід на одну сім'ю — 58 286 доларів (медіана — 43 750). За межею бідності перебувало 16,8 % осіб, у тому числі 20,8 % дітей у віці до 18 років та 11,8 % осіб у віці 65 років та старших.
Цивільне працевлаштоване населення становило 235 осіб. Основні галузі зайнятості: роздрібна торгівля — 22,1 %, освіта, охорона здоров'я та соціальна допомога — 18,3 %, мистецтво, розваги та відпочинок — 13,6 %, публічна адміністрація — 9,8 %.